# مارك هاجر
مارك هاجر (بالإنجليزية: Mark Hager)‏ هو لاعب هوكي الحقل أسترالي، ولد في 28 أبريل 1964 في ماريبورو في أستراليا.

## وصلات خارجية
- مارك هاجر على موقع أوليمبيديا (الإنجليزية)
- مارك هاجر على موقع اللجنة الأولمبية الأسترالية (الإنجليزية)